# Буранный (Оренбургская область)
Буранный — поселок в Александровском районе Оренбургской области России. Входит в состав Александровского сельсовета

## История
В 1958 г. указом Президиума Верховного Совета РСФСР хутор 7-й Холодковский переименован в посёлок Буранный.

## Население
| 2010 |
| ---- |
| 266  |